# Tholos von El Romeral
Die Tholos von El Romeral (auch Cueva del Romeral ‚Höhle von El Romeral‘) ist ein runder Grabhügel in Andalusien. Zusammen mit den 1,7 Kilometer entfernten Dolmen de Menga und - de Viera bildet sie ein bedeutendes Ensemble der neolithischen Architektur. Als Dolmenstätten von Antequera sind sie seit 2016 Weltkulturerbe der UNESCO.

## Lage
Die Tholos befindet sich etwa 2,5 Kilometer nordöstlich der Stadt Antequera in der Provinz Málaga. Der Grabhügel ist von einem Ring aus Zypressen eingefasst.

## Datierung
Noch im 20. Jahrhundert war man der Ansicht, dass die drei Großsteingräber in der Umgebung von Antequera, der Dolmen de Menga, der Dolmen de Viera und die Tholos de El Romeral, derselben Kulturepoche zuzurechnen seien. Mittlerweile befürwortet die Forschung eine weitauseinanderliegende Datierung zwischen den beiden erstgenannten (um 3500 bis 3000 v. Chr.) und dem Bau von El Romeral, deren Errichtung nunmehr um 2500 v. Chr. angesetzt und im weiteren Sinne der Kultur von Los Millares zugerechnet wird, deren Zentrum jedoch mehr als 200 Kilometer weiter östlich gelegen ist. Wesentliche Gründe sind – neben dem unterschiedlichen Steinmaterial – die Grundrisse der Grabkammern, die bei der Tholos von El Romeral rund ist, wohingegen sie bei den beiden anderen Bauten rechteckig gestaltet sind.

## Architektur
Das Hügelgrab (Tumulus) der Tholos de El Romeral hat einen Durchmesser von 68 Metern. Die unterirdische Grabanlage besteht aus einem langen Gang, dessen Wände aus kleinen Bruchsteinen aufgeschichtet sind und dessen Decken aus megalithischen Platten bestehen, und – abgegrenzt von einem Megalithportal – zwei hintereinander liegenden runden, tholosartigen Kammern an seinem Ende. Die Gesamtlänge der Grabanlage beträgt 34 Meter, war ursprünglich jedoch größer.

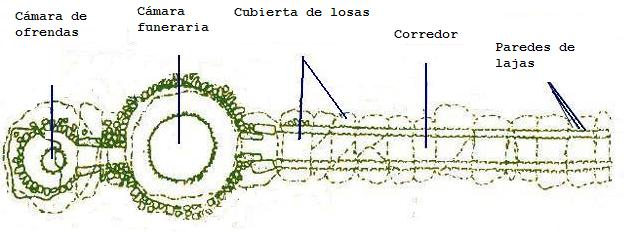
Grundplan der Grabanlage

Der Zugang ist nach Südsüdwest (Azimut 199°) auf den Camorro de las Siete Mesas ausgerichtet, die höchste Erhebung des Torcal de Antequera. Die Tholos de El Romeral gehört damit zu den wenigen neolithischen Bauten auf der Iberischen Halbinsel, die auf die westliche Himmelshälfte ausgerichtet sind. Von den Decksteinen der flachen Decke des Zugangs sind noch elf vorhanden. Die heutige Länge des Ganges beträgt 26,30 Meter, die durchschnittliche Breite 1,50 Meter und die durchschnittliche Ganghöhe 1,95 Meter.
Die anschließende größere Kammer ist kreisförmig und hat einen Durchmesser von 5,20 Metern bei einer Höhe von 3,75 Metern. Sie ist in gleicher Weise errichtet wie der Gang – hier ist jedoch eine deutlich nach innen vorkragende Bauweise in Form einer Kragkuppel zu beobachten, die eine falsche Kuppel bildet und oben von einer Megalithplatte abgedeckt wird. Die Böden des Ganges und der Hauptkammer bestehen aus gestampfter Erde. Eine dem Zugang gegenüberliegende, dabei um 10 Grad aus der Längsachse des Grabes nach Norden versetzte Öffnung in der Wand der größeren Kammer führt in eine mit einem Durchmesser von nur 2,34 Metern und einer Höhe von 2,40 Metern deutlich kleinere und um etwa 70 Zentimeter erhöhte zweiten Kammer. Hier findet sich eine Art „Altarstein“; darüber hinaus ist der Boden des kleinen Raumes mit Steinplatten ausgelegt.
In der Tholos von El Romeral wurden Reste von Knochen und von Grabbeigaben gefunden.

Tholos von El Romeral
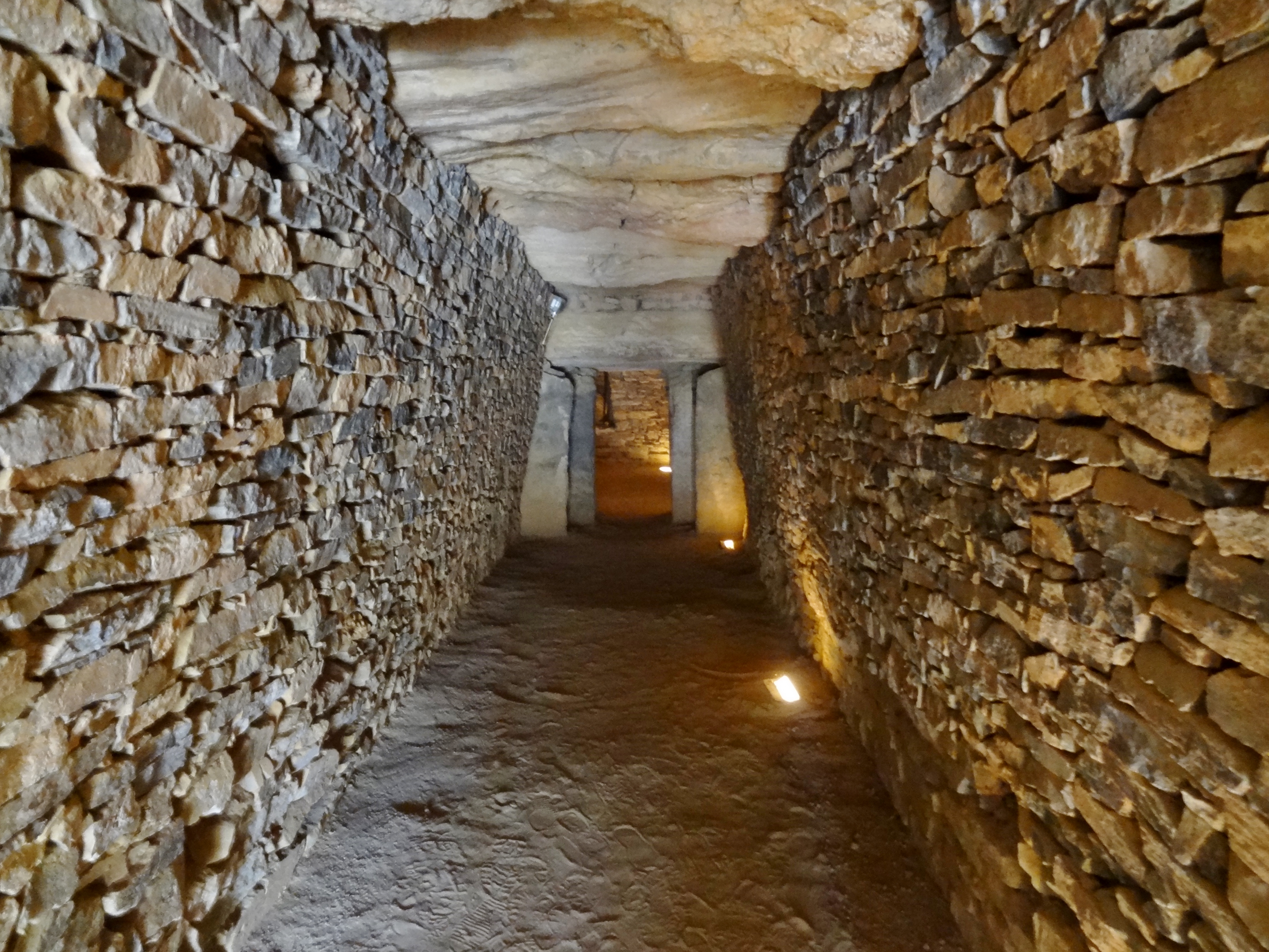
Zugang mit Wänden aus kleinen Bruchsteinen, Decken und Portalzone aus Megalithen
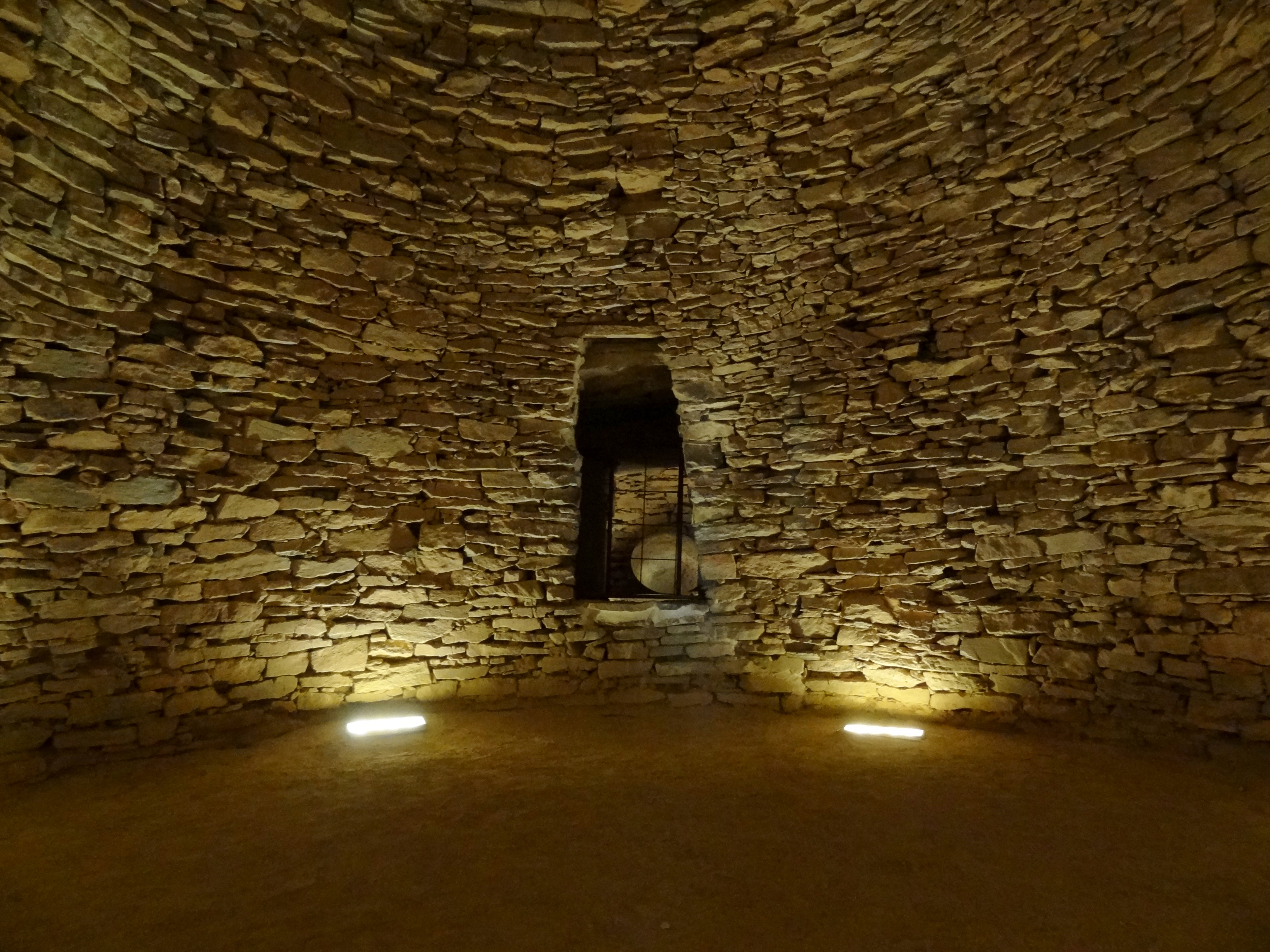
Hauptkammer mit Durchgang zur zweiten Kammer
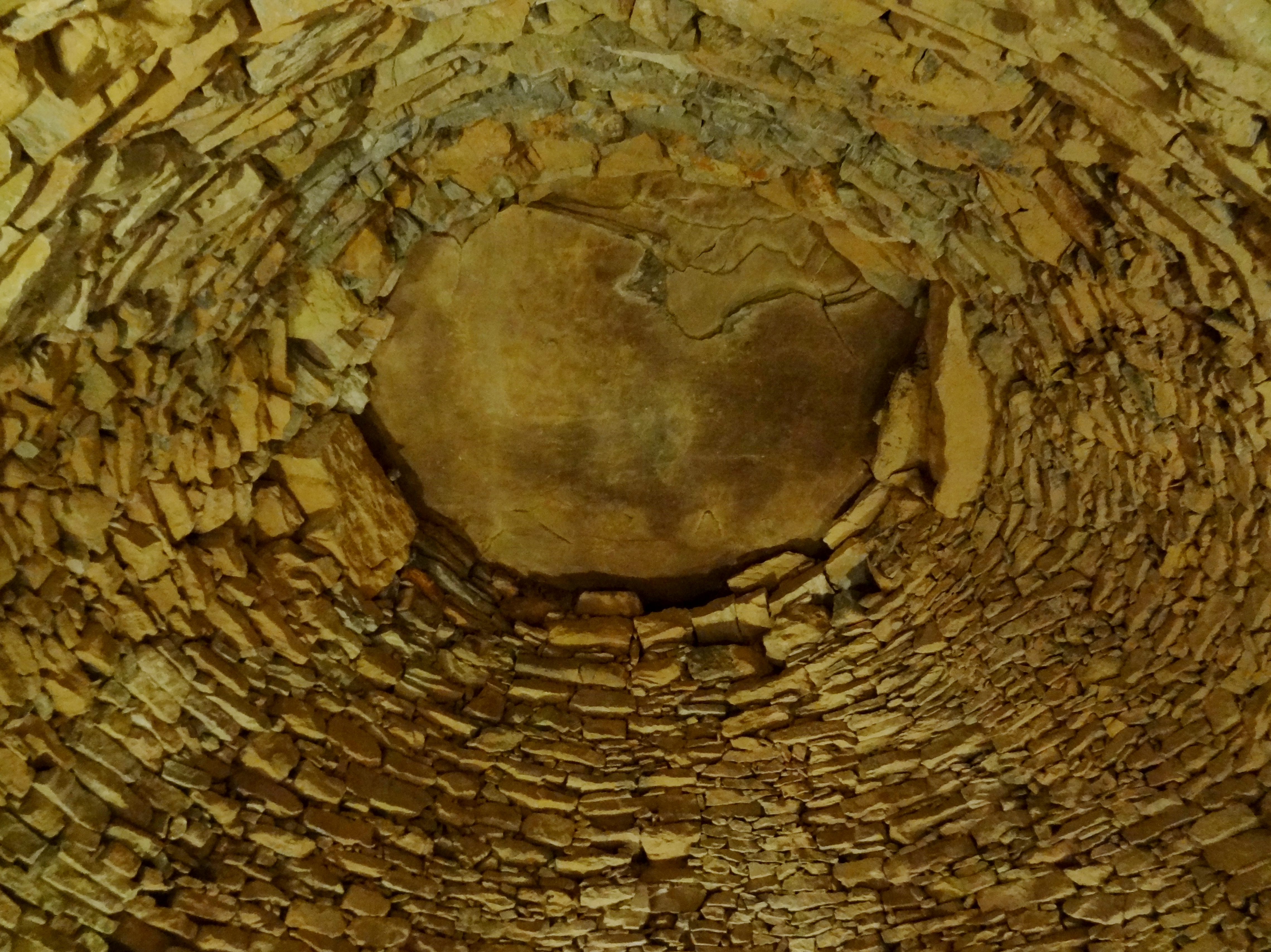
Kuppelabschluss der Hauptkammer
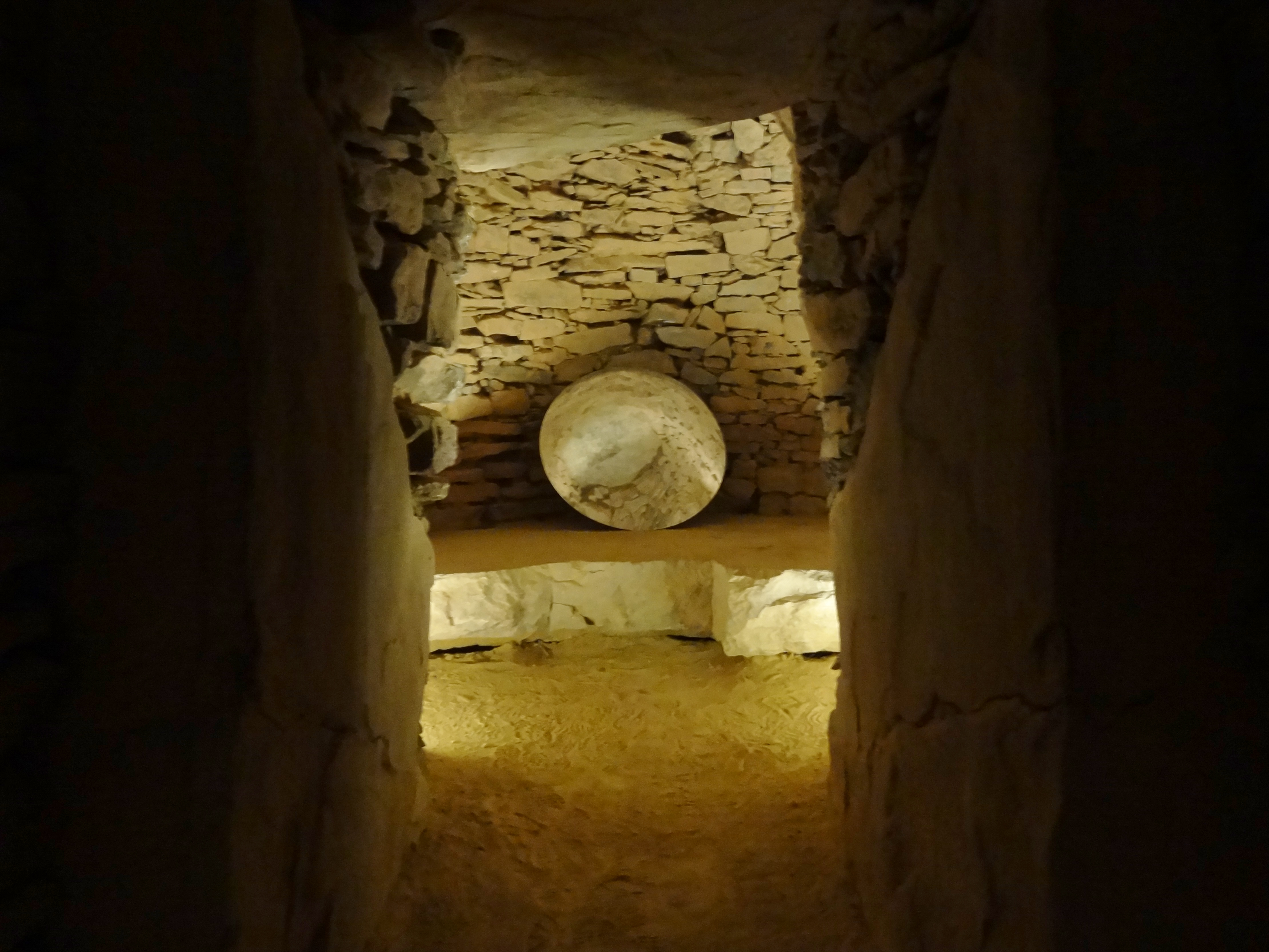
„Altarstein“ in der zweiten Kammer